# US 레체
우니오네 스포르티바 레체(Unione Sportiva Lecce S.p.A.)는 이탈리아의 축구 클럽으로 풀리아주의 레체를 연고로 한다. 이 클럽은 1905년에 창단 시즌의 상당 부분을 세리에 A와 세리에 B에서 보냈고 최초로 세리에 A에 승격된 것은 1985년인데 이 팀의 유니폼은 빨간색과 노란색 줄무늬로 되어 있으며 홈 경기장은 40,670명을 수용할 수 있는 스타디오 비아 델 마레이다. 
2007-08 시즌 세리에 B에서 3위를 기록 플레이오프 끝에 세리에 A 승격에 성공했으며 2008-09 시즌부터 세리에 A로 다시 복귀 했지만 1시즌 만에 최하위 20위로 마감하여 다시 강등 되었으나 2009-10시즌 다시 세리에 B 우승으로 승격해서 이탈리아의 요요 클럽이 되었고 2010-11시즌 17위로 마감 2011-12시즌 18위로 다시 한번 세리에 B로 강등 되었다. 2017-18 시즌에서 세리에 C 우승으로 2018-19 시즌에 세리에 B로 승격했으며 그 다음 시즌 2018-19 시즌에서 세리에 B에서 최종 2위를 기록하여 2019-20 시즌 세리에 A로 승격했으나 1시즌만에 다시 세리에 B로 강등 그 다음 시즌 레체는 세리에 B에서 우승하여 다시 세리에 A로 승격했다.

## 선수 명단

### 현재 선수 명단
2025년 2월 11일 기준
참고: FIFA 자격 규정에 따라 소속된 국가대표팀 국기를 표시합니다. 선수는 복수의 FIFA 비회원국 국적을 가지고 있을 수 있습니다.
| 번호 | 포지션 | 국적       | 이름                       |
| ---- | ------ | ---------- | -------------------------- |
| 1    | GK     |            | 크리스티안 프뤼히틀        |
| 3    | FW     | 크로아티아 | 안테 레비치                |
| 4    | DF     | 앙골라     | 키알론다 가스파르          |
| 5    | MF     | 알바니아   | 메돈 베리샤                |
| 6    | DF     |            | 페데리코 바스키로토 (주장) |
| 7    | FW     |            | 테테 모렌테                |
| 8    | MF     | 튀니지     | 함자 라피아                |
| 9    | FW     | 몬테네그로 | 니콜라 크르스토비치        |
| 11   | FW     |            | 니콜라 산소네              |
| 12   | DF     |            | 프레데리크 길베르          |
| 14   | MF     | 아이슬란드 | 토리르 요한 헬가손         |
| 19   | DF     |            | 가비 장                    |
| 22   | FW     | 잠비아     | 라메크 반다                |
| 23   | FW     |            | 라레슈 부르네테            |
| 25   | DF     |            | 안토니노 갈로              |
| 28   | DF     |            | 세바스티안 에스포시토      |
| 29   | MF     | 말리       | 라사나 쿨리발리            |
| 30   | GK     |            | 블라디미로 팔코네 (부주장) |
| 32   | GK     |            | 야스페르 사무야            |
| 36   | MF     |            | 필리프 마르흐빈스키        |

| 번호 | 포지션 | 국적 | 이름              |
| ---- | ------ | ---- | ----------------- |
| 42   | DF     |      | 페르논 아도       |
| 50   | FW     |      | 산티아고 피에로티 |
| 75   | MF     |      | 발타자르 피에레   |
| 77   | MF     |      | 모하메드 카바     |

### 임대 선수 명단
참고: FIFA 자격 규정에 따라 소속된 국가대표팀 국기를 표시합니다. 선수는 복수의 FIFA 비회원국 국적을 가지고 있을 수 있습니다.
| 번호 | 포지션 | 국적 | 이름                                          |
| ---- | ------ | ---- | --------------------------------------------- |
| —    | GK     |      | 마르코 블레베 (카라레세로 임대)               |
| —    | DF     |      | 마츠 레먼스 (로케런으로 임대)                 |
| —    | MF     |      | 자코모 파티칸티 (유벤투스 넥스트 젠으로 임대) |
| —    | MF     | 체코 | 다니엘 사메크 (흐라데츠 크랄로베로 임대)      |

| 번호 | 포지션 | 국적 | 이름                                         |
| ---- | ------ | ---- | -------------------------------------------- |
| —    | FW     |      | 헨리 살로마 (카세르타나로 임대)              |
| —    | FW     |      | 에투 묌뫼 (SJK로 임대)                       |
| —    | FW     |      | 파블로 로드리게스 (라싱 산탄데르로 임대)     |
| —    | FW     |      | 요엘 보엘케를링 페르손 (IFK 베르나모로 임대) |

## 역대 감독
| 감독                  | 임기      |
| --------------------- | --------- |
| 마리오 마뇨치         | 1948~1949 |
| 비르질리오 레브라토   | 1951~1952 |
| 마리오 코르소         | 1982~1983 |
| 카를로 마초네         | 1987~1990 |
| 즈비그니에프 보니에크 | 1990~1991 |
| 리노 마르케지         | 1993~1994 |
| 루치아노 스피노시     | 1994      |
| 에도아르도 레야       | 1994~1995 |
| 잔 피에로 벤투라      | 1995~1997 |
| 체사레 프란델리       | 1997~1998 |
| 델리오 로시           | 2002~2004 |
| 즈데넥 제만           | 2004~2005 |
| 안젤로 그레구치       | 2005      |
| 즈데넥 제만           | 2006      |
| 마리오 베레타         | 2008~2009 |
| 세르세 코스미         | 2011~2012 |
| 프란체스코 모리에로   | 2013      |
| 파비오 리베라니       | 2017~2020 |
| 에우제니오 코리니     | 2020~2021 |
| 마르코 바로니         | 2021~2023 |
| 로베르토 다베르사     | 2023~2024 |
| 루카 고티             | 2024      |
| 마르코 잠파올로       | 2024 ~    |

## 우승 기록

### 리그
- 세리에 B

우승 (2): 2009-10시즌, 2021-22 시즌
틀:US 레체
틀:US 레체 감독